# Papuasien

Papuasien

Papuasien är en växtgeografisk region i Asien. Regionen ingår i orientaliska regionen. Regionen omfattar Bismarckarkipelagen, Nya Guinea, Salomonöarna, Aruöarna och ett antal småöar i området.